# Bea Fiedler
Bea Fiedler est une actrice et un mannequin allemand, née le 28 juin 1957 à Witten (Rhénanie-du-Nord-Westphalie).

## Biographie
Fiedler suit une formation de coiffeuse. Elle devient mannequin photo à 17 ans. Elle est Playmate du mois de l'édition allemande de juin 1977 du magazine Playboy. Elle obtient plusieurs rôles dans des films softcore de la société Lisa Film, mais elle se fait surtout connaître grâce à ses rôles dans les derniers films de la série Juke Box. En 1985, elle joue aux côtés de René Weller et Peter Althof dans le film Macho Man (de).
En 1993, Friedler affirme avoir un enfant du prince héritier Albert II de Monaco, qu'elle aurait rencontré dans un hôtel à Munich. Toutefois, un test de paternité permet au prince Albert de réfuter cette déclaration.
Fiedler est la compagne de l'acteur Olli Maier (de) jusqu'en 1995. Dans les années 1990, elle travaille dans un restaurant à Erlangen en Bavière et dirige une boîte de nuit à Ibiza.

## Filmographie partielle
- 1978 : Hurra, die Schwedinnen sind da
- 1978 : Die Insel der tausend Freuden
- 1978 : Popcorn und Himbeereis
- 1978 : Summer Night Fever
- 1979 : Graf Dracula (beißt jetzt) in Oberbayern
- 1980 : Keiner hat das Pferd geküsst
- 1980 : Drei Schwedinnen auf der Reeperbahn
- 1980 : Heiße Kartoffeln
- 1981 : Die nackten Superhexen vom Rio Amore
- 1982 : Myriam – meine wilden Freunde
- 1982 : Eis am Stiel, 4. Teil – Hasenjagd
- 1983 : Die wilden Fünfziger
- 1983 : Das verrückte Strandhotel
- 1983 : Sunshine Reggae auf Ibiza (de)
- 1984 : Eis am Stiel, 5e partie
- 1984 : Her mit den kleinen Schweinchen
- 1984 : Macho Man
- 1985 : Eis am Stiel, 6. Teil – Ferienliebe
- 1987 : Großstadtrevier: Fotos aus Ibiza